# Pronijeva kočnica
Pronijeva kočnica ili dinamometrička kočnica je jednostavan uređaj ili mjerni instrument za kočenje kojim se mjeri zakretni moment stroja. Izmislio ju je francuski matematičar i inženjer Gaspard de Prony 1821. da bi mogao ocijeniti svojstva strojeva i motora. 
Snaga na vratilu kočnice je:
{\displaystyle \mathrm {P} =T\cdot 2\cdot r\cdot \pi \cdot n}
gdje je: P - snaga na vratilu kočnice (W), T - sila trenja (N), r - polumjer vratila (m), n - broj okretaja vratila (okr/s). Iz sume momenata s obzirom na središte vrtnje proizlazi: 
{\displaystyle T\cdot r=F\cdot l}
gdje je: F - sila na kraku kočnice (N), l - duljina kraka kočnice (m). Rješavanjem gornja dva izraza slijedi izraz za snagu:
{\displaystyle \mathrm {P} ={\frac {F\cdot l}{r}}\cdot 2\cdot r\cdot \pi \cdot n}
Iz ovoga izraza dobije se pojednostavljeni izraz s prikladnijim veličinama:
{\displaystyle \mathrm {P} ={\frac {F\cdot n\cdot l}{1000\cdot 60}}\cdot 2\cdot \pi }
gdje je: P - snaga na vratilu kočnice u kW. U ovom izrazu se brzina vrtnje n uvrštava u [okr/min]. Ako se odabere l = 0,9549 metara prethodni izraz se svodi na približan izraz:
{\displaystyle \mathrm {P} ={\frac {F\cdot n}{10000}}}
Sila F preko poluge stvara pritisak na vratilo kočnice te se kao posljedica javlja sila trenja na vratilu (sila kočenja). Sila kočenja stvara moment kočenja. Energija kočenja pretvara se u toplinu koja se odvodi rashladnim sredstvom. Mehaničke kočnice se rijetko danas upotrebljavaju zbog nedovoljne točnosti.